# 武吉免登城中城
武吉免登城中城（英語：Bukit Bintang City Centre），简称“BBCC”，是一个占地19.4英畝（7.9公頃）的综合用途开发项目，建于马来西亚吉隆坡的半山芭监狱旧址。该开发项目位于武吉免登的西南端和半山芭旁，汉都亚路和半山芭路的交界处。
武吉免登城中城是绿盛世、城市发展控股和雇员公积金局三方联合的开发项目。绿盛世则作为该地块的开发总管负责开发整块土地。整个项目的发展总值达到87亿令吉，并于2018年第一季度晚些时候开展。其将分8至10年以3阶段方式发展，其中设有6栋住宅单位及2500个单位、80层标志性大楼、步行街、商场、绿化公园、酒店等综合开发项目。
作为项目原址的历史印记，原有的旧半山芭监狱大门被保留了下来并被美化，同时也是武吉免登城中城原址重生的愿景，大门重新定义了“共存”和“欢聚”的意义，而门内外的空间仿佛是当地历史文化、社区及未来发展之间的连接纽带。

## 历史

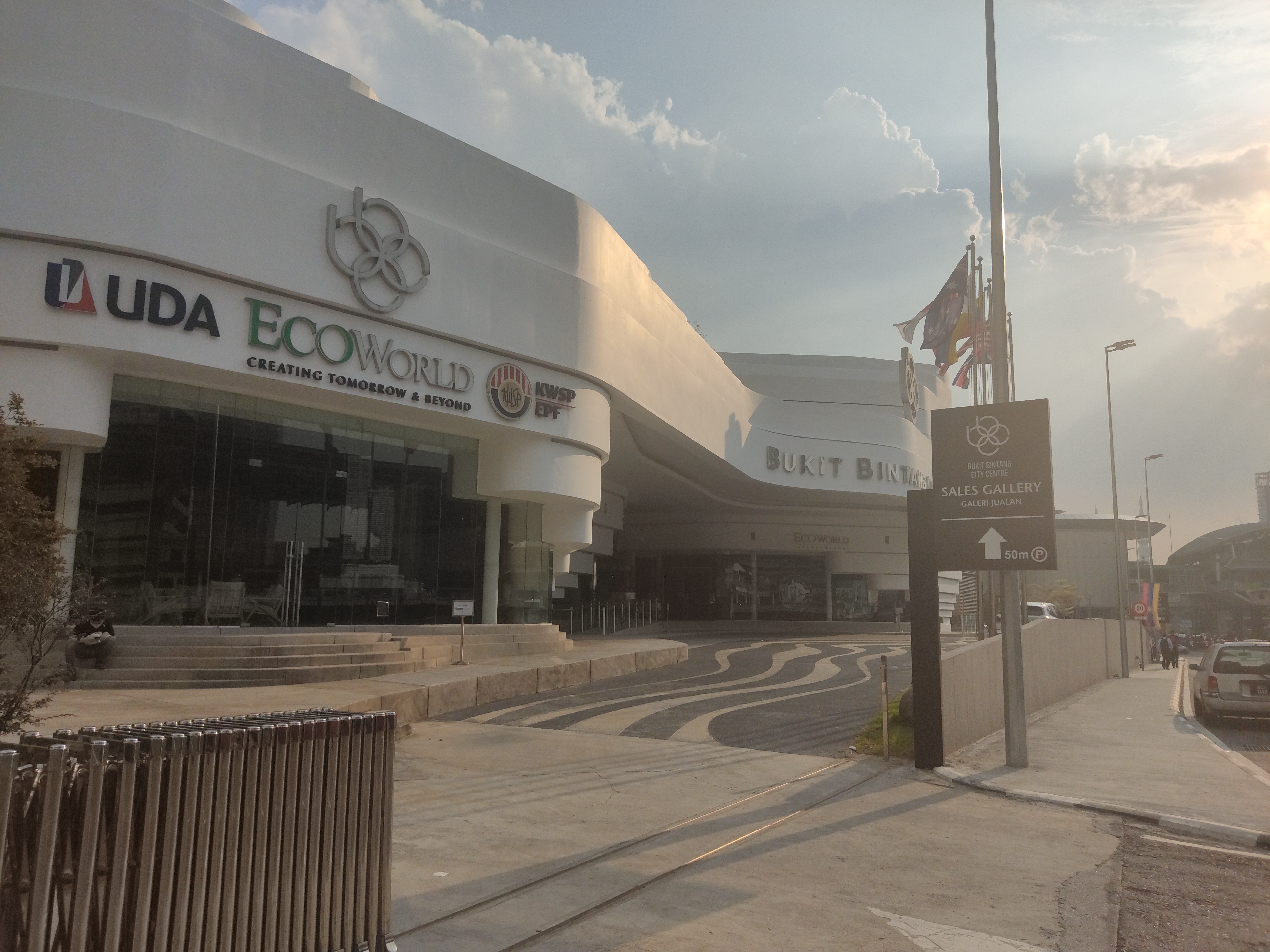
武吉免登城中城的销售厅正视图

武吉免登市中心的旧址是著名的半山芭監獄的一部分，该监狱于1891年动工，1895年落成，占地10公顷。监狱在1996年11月2日搬空后，曾开放给公众参观，成为亚洲首座供开放参观的监狱，也曾辟为为期6个月的临时“监狱博物馆”，成人票价为12令吉，学生票价为5令吉。监狱大楼于2010年开始拆除曾经拥有全球最长壁画的围墙，监狱主楼则于2012年进行拆除。

## 总体规划
开发商先向吉隆坡市政局提交了该区最新的总体规划，其位于吉隆坡最繁忙的购物区的金三角地区附近。随后开发商成立了武吉免登城中城发展私人有限公司来承担整个项目，其中40%由绿盛世拥有、40%由城市发展控股拥有，而其余的则由雇员公积金局所拥有。
第一阶段－2022年完成
- 武吉免登城中城公共交通枢纽（汉都亚站，轻快铁和单轨的换乘站）
- 综合休闲娱乐中心（索尼音乐的吉隆坡泽普音乐表演会馆、GSC影城和马来西亚大巴扎市集）[8]
- 美食街
- 酒店和住宅套房（曾计划为希尔顿嘉悦里（英语：Canopy by Hilton））
- 购物商场（三井啦啦宝都购物公园）[9]
- 豪华公寓1&2（露森蒂亚豪华公寓）[10]
- 雷格斯办公室设施专业管理及供应商
- 办公楼（“大步”分层办公楼）[11][12]

第二阶段－待完成
- 豪华公寓3&4（含三井服务式套房）[13]
- 办公楼1&2

第三阶段－待完成
- 武吉免登城中城标志性大楼（80层高的摩天大楼）

## 交通衔接
武吉免登城中城可通过属于安邦、大城堡和单轨三线的交汇车站－ AG9  SP9  MR4 汉都亚站出入口D抵达。该站也设有行人天桥直达三井啦啦宝都购物公园。武吉免登城中城也可通过加影线 KG17 的默迪卡站沿着汉惹拔路东南方向步行5分钟抵达。武吉免登城中城设有5个出入口直达地下停车场，可从汉都亚路、半山芭路和章卡淡比多拉路前往。

## 設施

### 三井啦啦宝都购物公园
武吉免登城中城三井啦啦宝都购物公园（英語：Mitsui Shopping Park LaLaport Bukit Bintang City Centre，以下简称啦啦宝都）是一座位于武吉免登城中城的7层日资生活购物商场。这座商场开发价值为16亿令吉，并是由武吉免登城中城发展私人有限公司和三井不动产株式会社（亚洲）（该公司是三井集團在东京的一家房地产公司）合资协议下开发。整个空间的总建筑面积为1,400,000平方英尺（130,000平方），汇集了本地和国际零售品牌，其中一些来自日本。它将设有大约400家商店，总零售面积达82,600平方米。
该商场还将与武吉免登城中城的娱乐中心相连，该中心将容纳GSC影城、索尼音乐的吉隆坡泽普音乐表演会馆、马来西亚大巴扎市集和大型宴会厅。啦啦宝都的主要租户包括Jaya Grocer超市、美罗再也百货公司、唐吉訶德和MR.DIY，日本商店包括野岛电器和宜得利家居用品店也在商场内设立其在东南亚的首家分店。其他在马来西亚首次开张的日本商店包括Zoff、DONQ的Mini One、Coo&RIKU宠物店、MATCHA EIGHT、Shin'Labo、Tamaruya Honten Steakhouse、Nitinagin&Co、Star Child和YAKINIQUET的Yakiniku Sizzle。低地面层的饮食区也设有日式员工自助餐厅和Depachika Marche美食广场，而Garden Dining 美食广场则位于四层。啦啦宝都也设有中央楼顶花园、哇哦广场、美食街、可在晚上发亮的大阶梯和大门广场与喷水池等户外空间场所。它原定于2021年开放，但由于受到马来西亚新冠肺炎疫情而实施的行动管制令影响，而进一步推迟开业日期。该商场于2022年1月20日正式开张，成为东南亚首家啦啦宝都，也是继上海金桥啦啦宝都之后第二家在日本以外开设的啦啦宝都。

## 意外事件
2019年1月25日晚上8时23分，在工地施工期间发生了一起楼板倒塌事故，开发商在之后也确认事故为楼板局部故障。所幸无人员伤亡，但受影响地点已被封锁以进行进一步调查，同时现场也恢复正常工作。

## 图片集

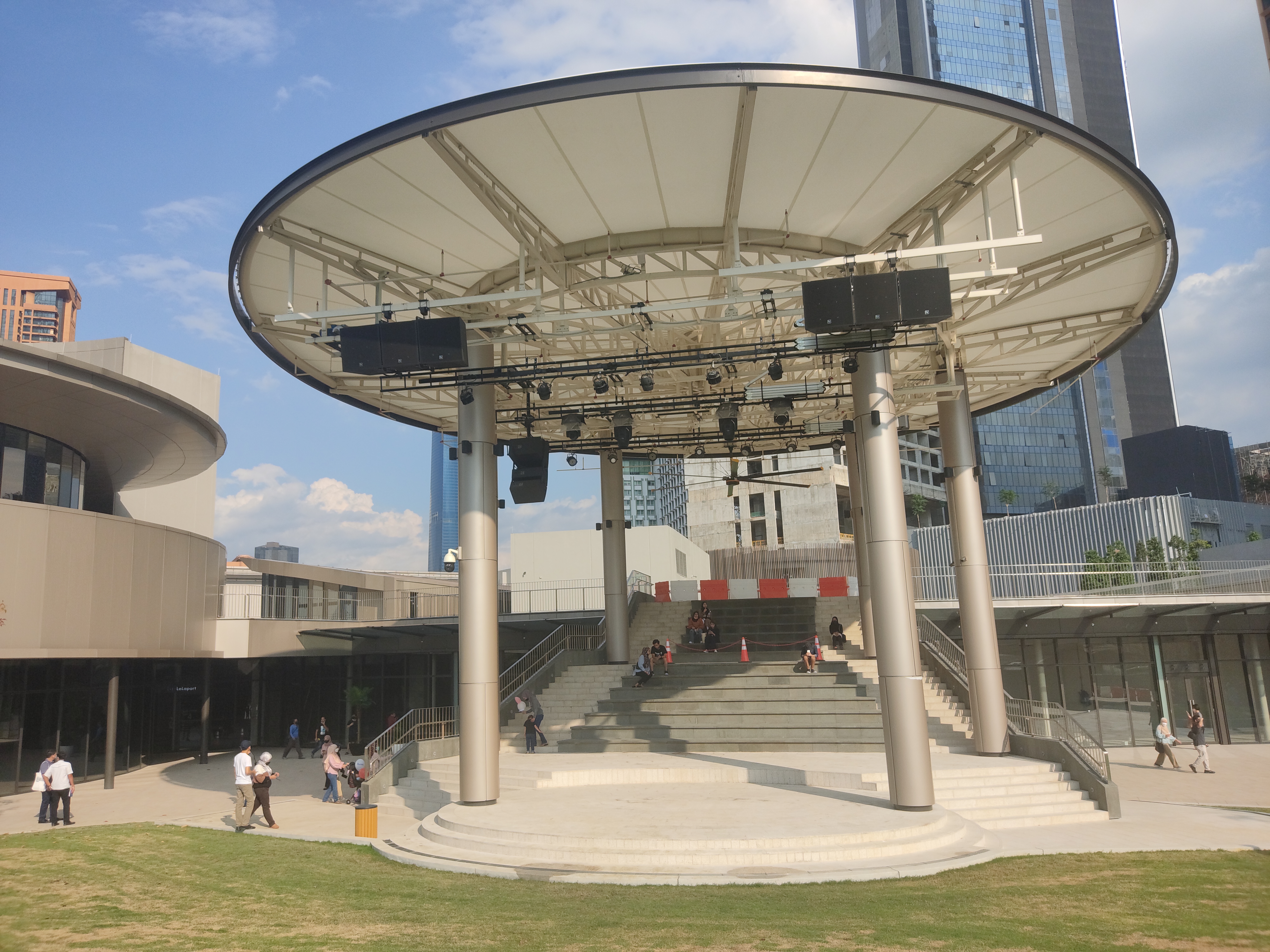
中央楼顶花园的圆棚广场
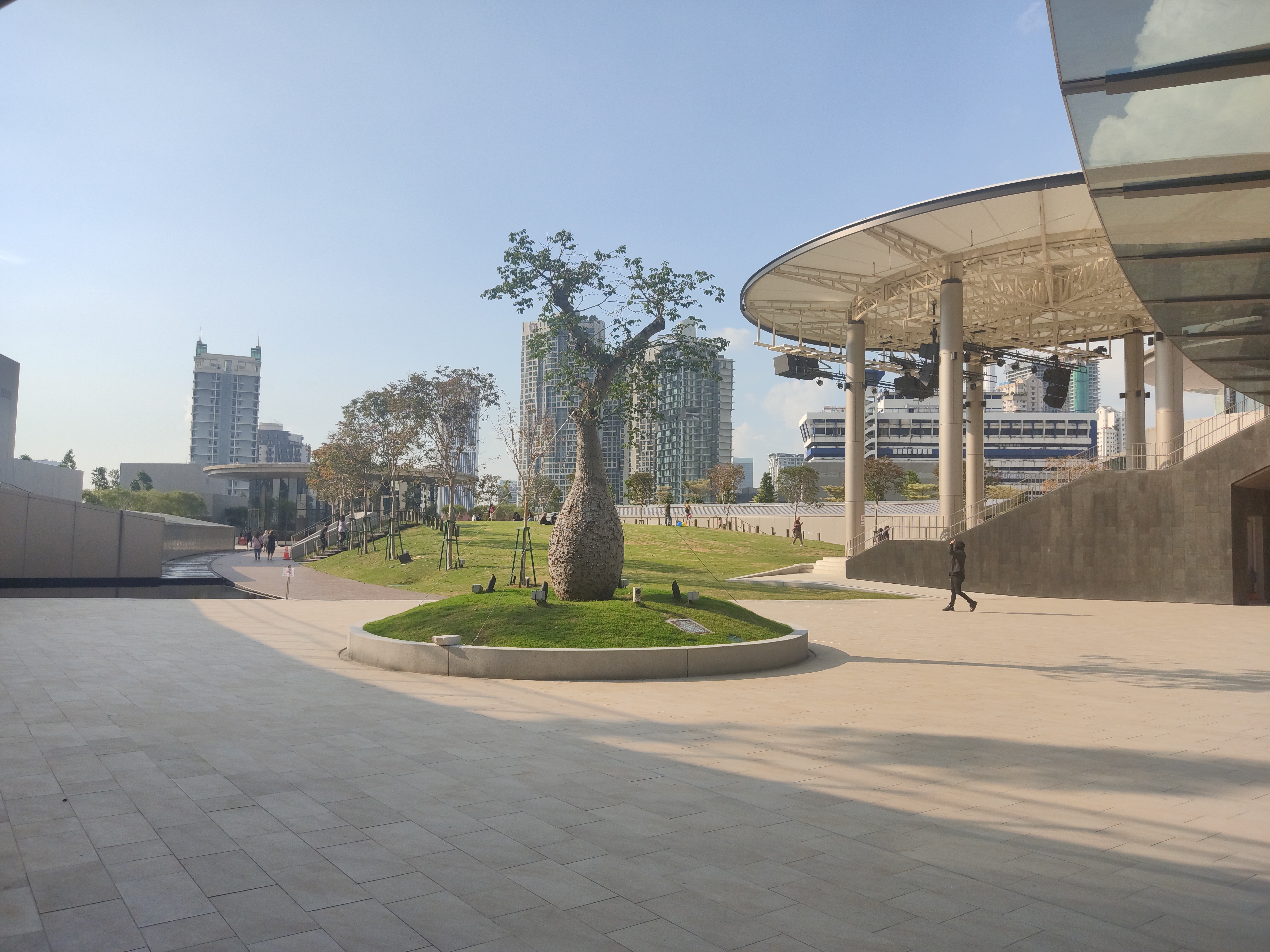
中央楼顶花园景色，可在此看见吉隆坡塔、国油双峰塔、106交易塔和默迪卡118等4座摩天大楼
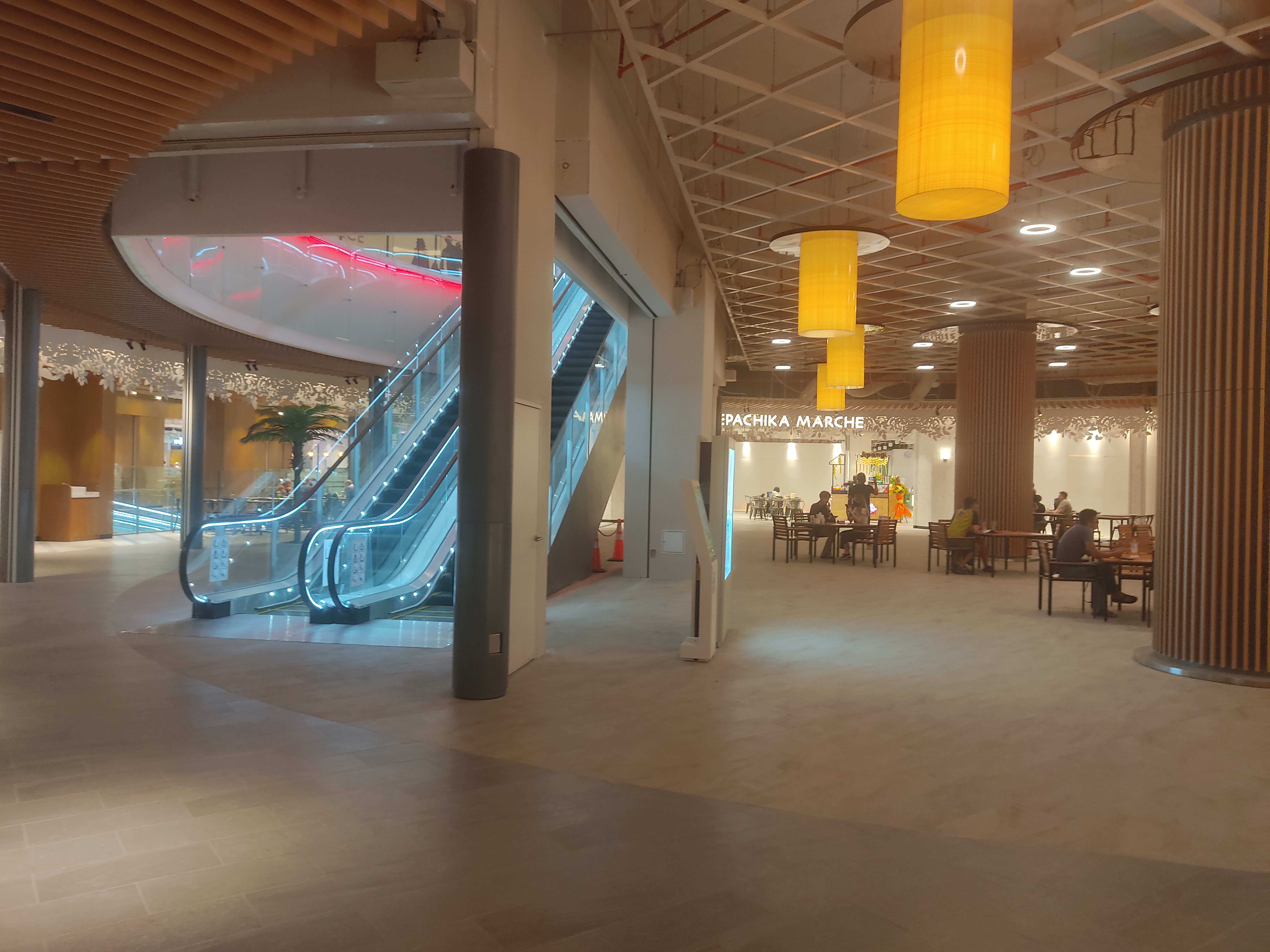
低地面层的日式美食广场
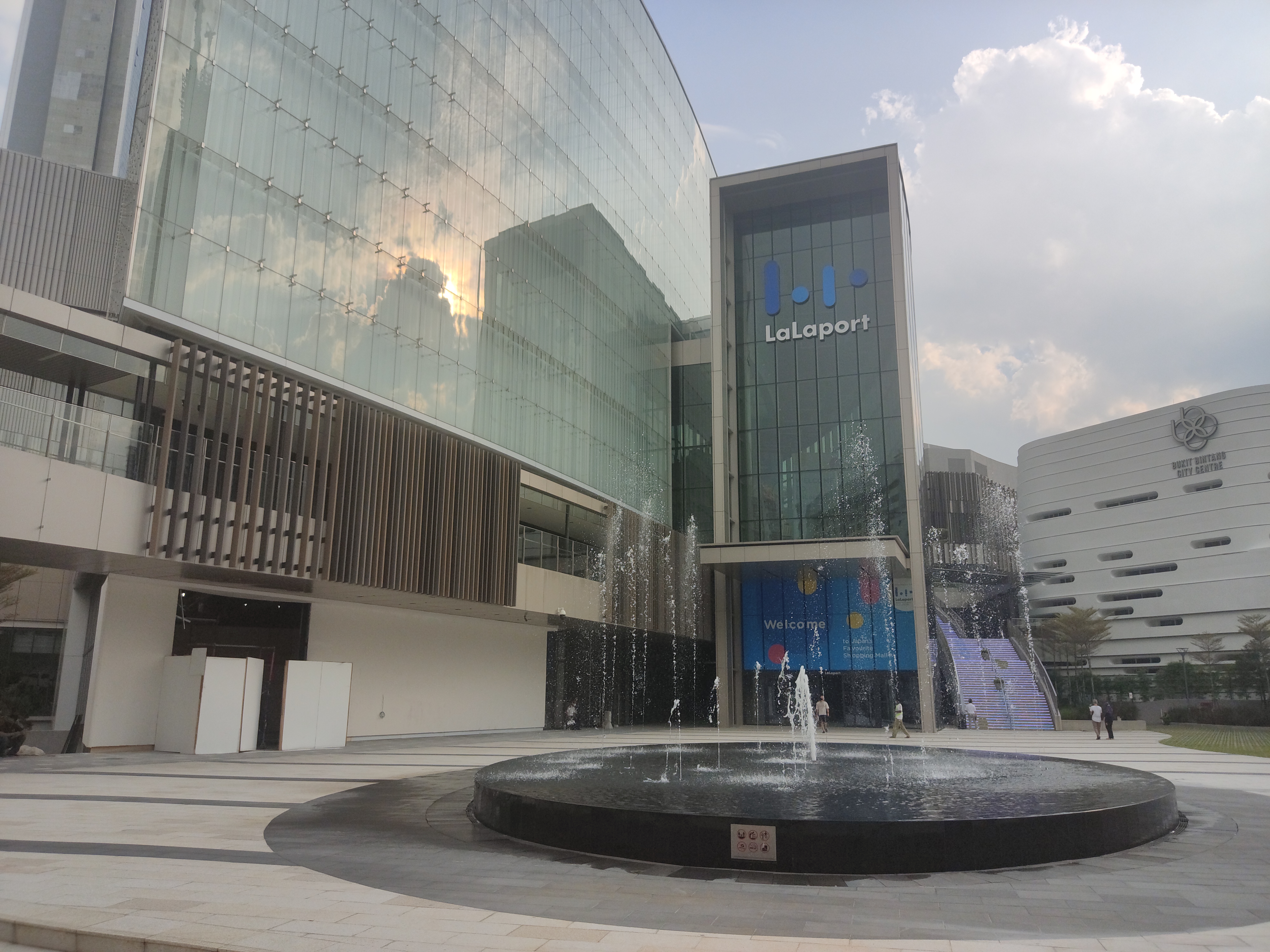
户外空间的喷泉
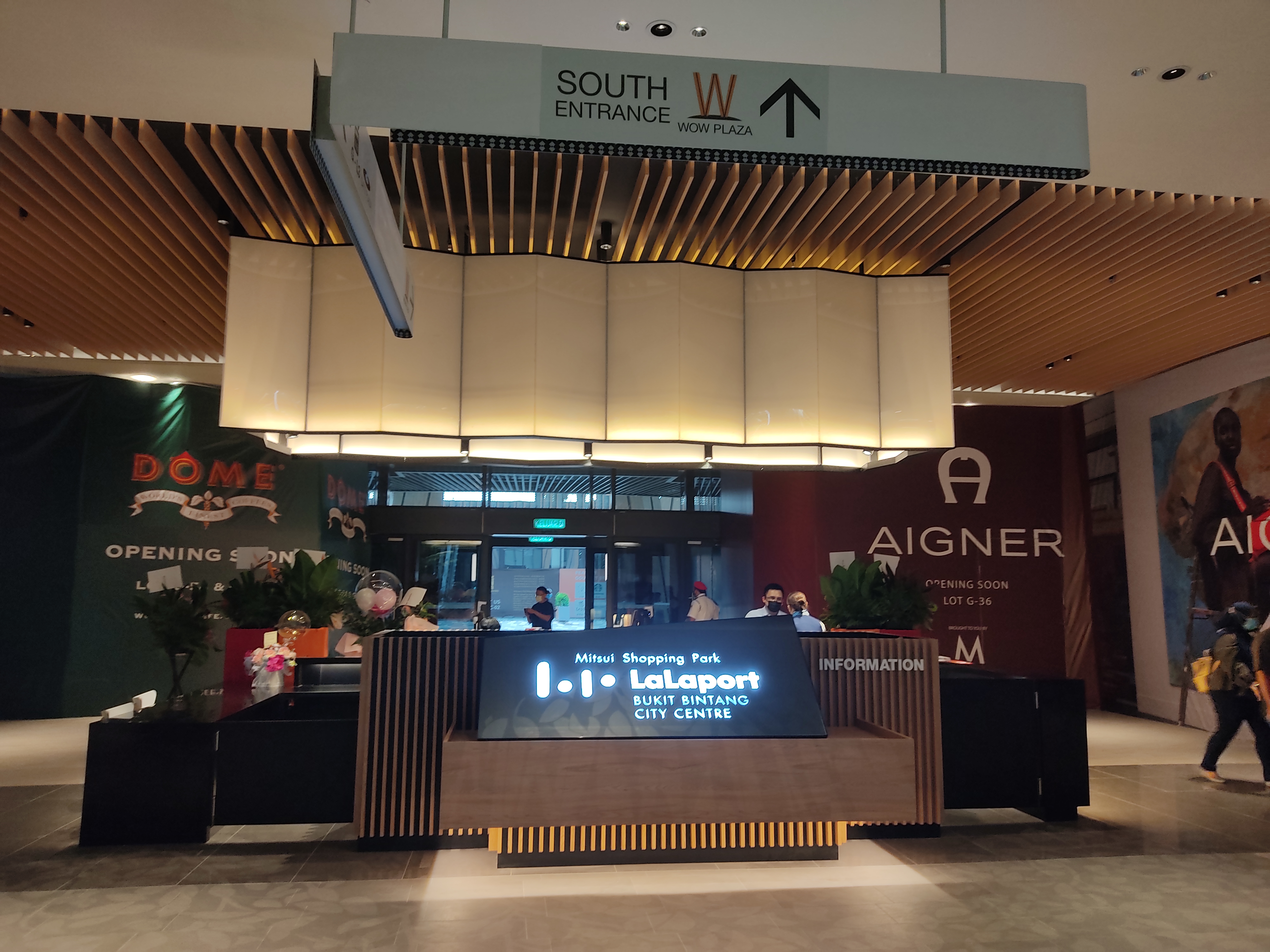
哇哦广场入口的询问处
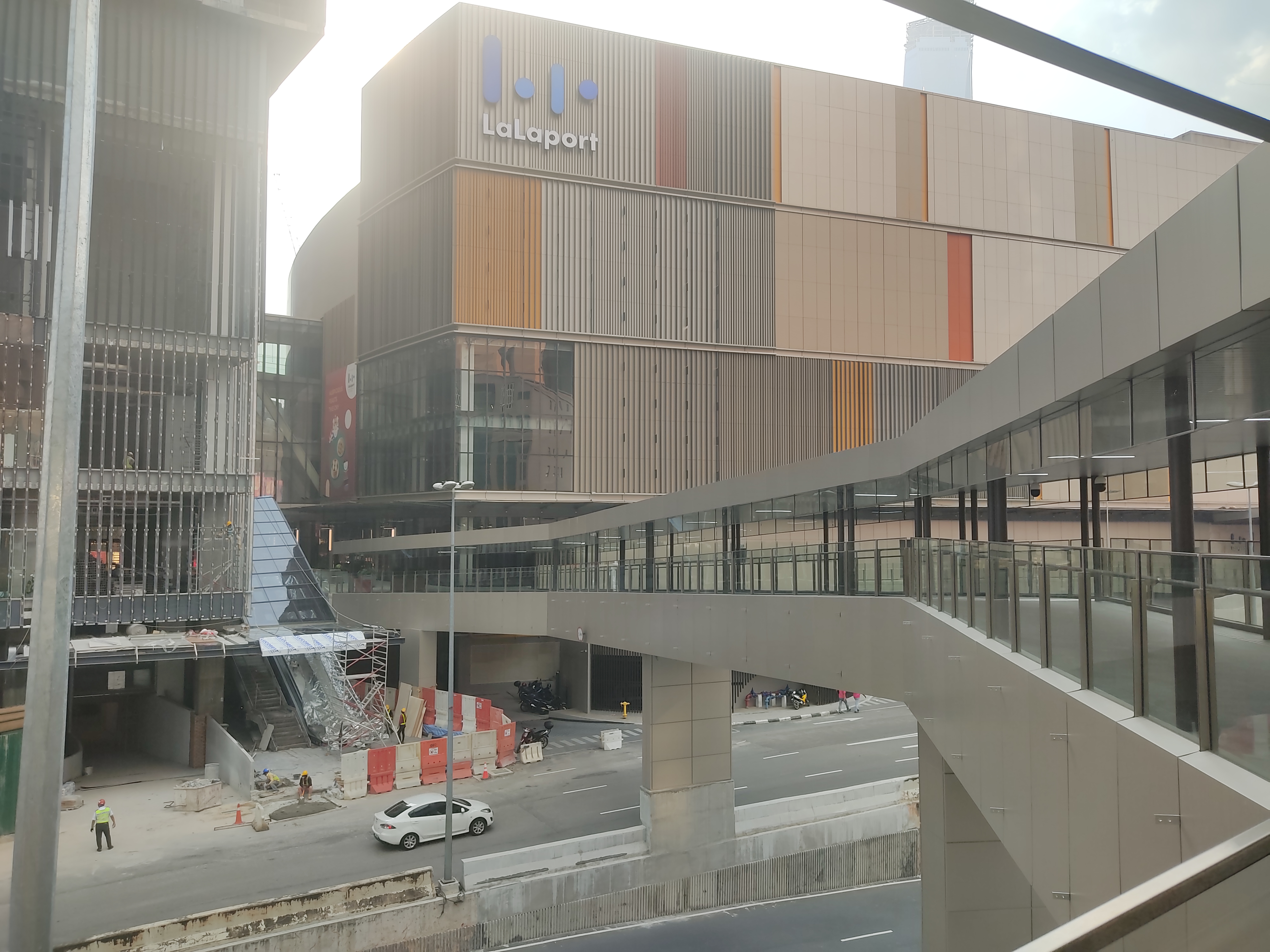
从武吉免登富丽华酒店前往城中城的行人天桥，左边为尚在施工中的娱乐中心
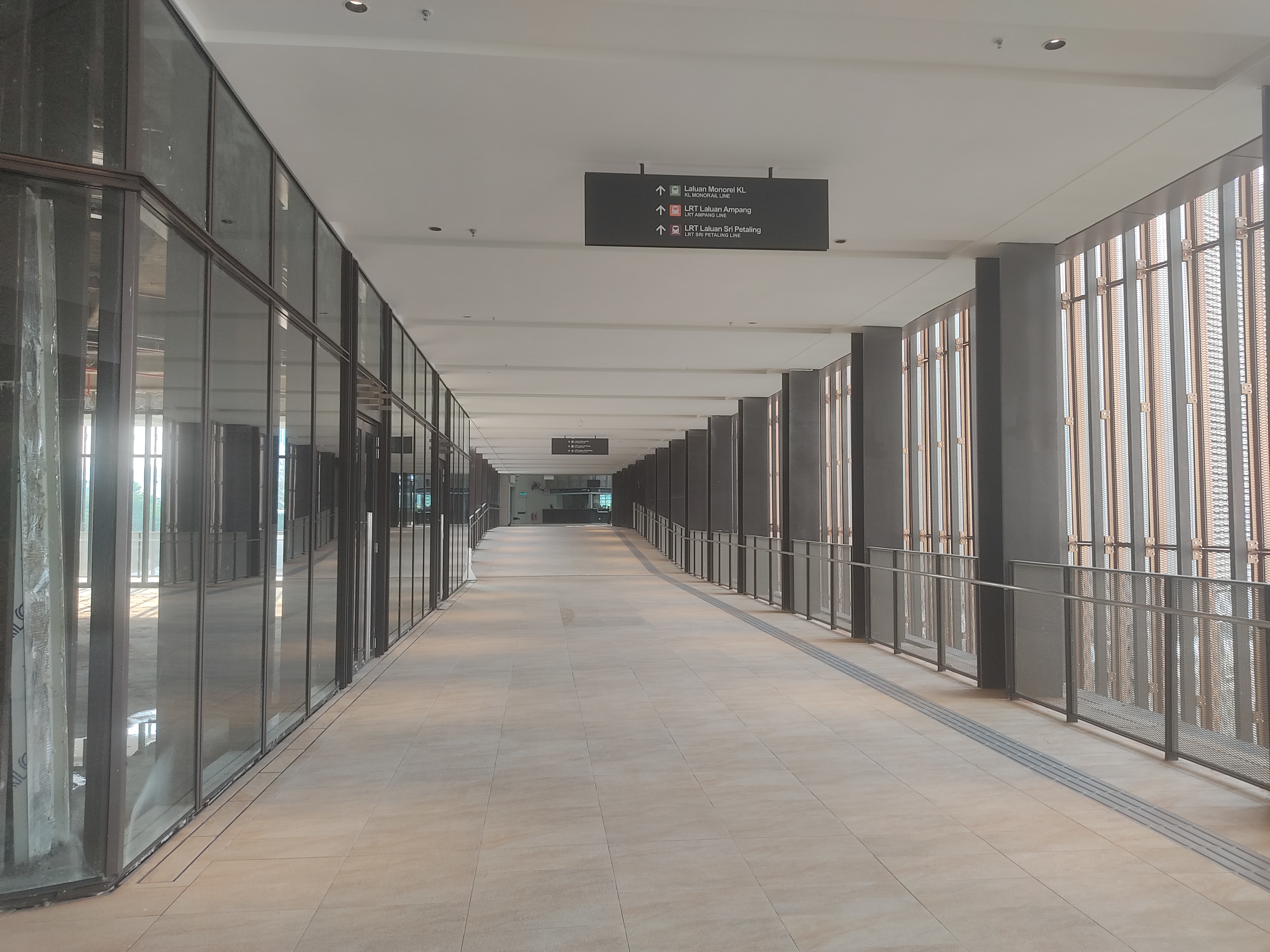
由商场可直接通往汉都亚站
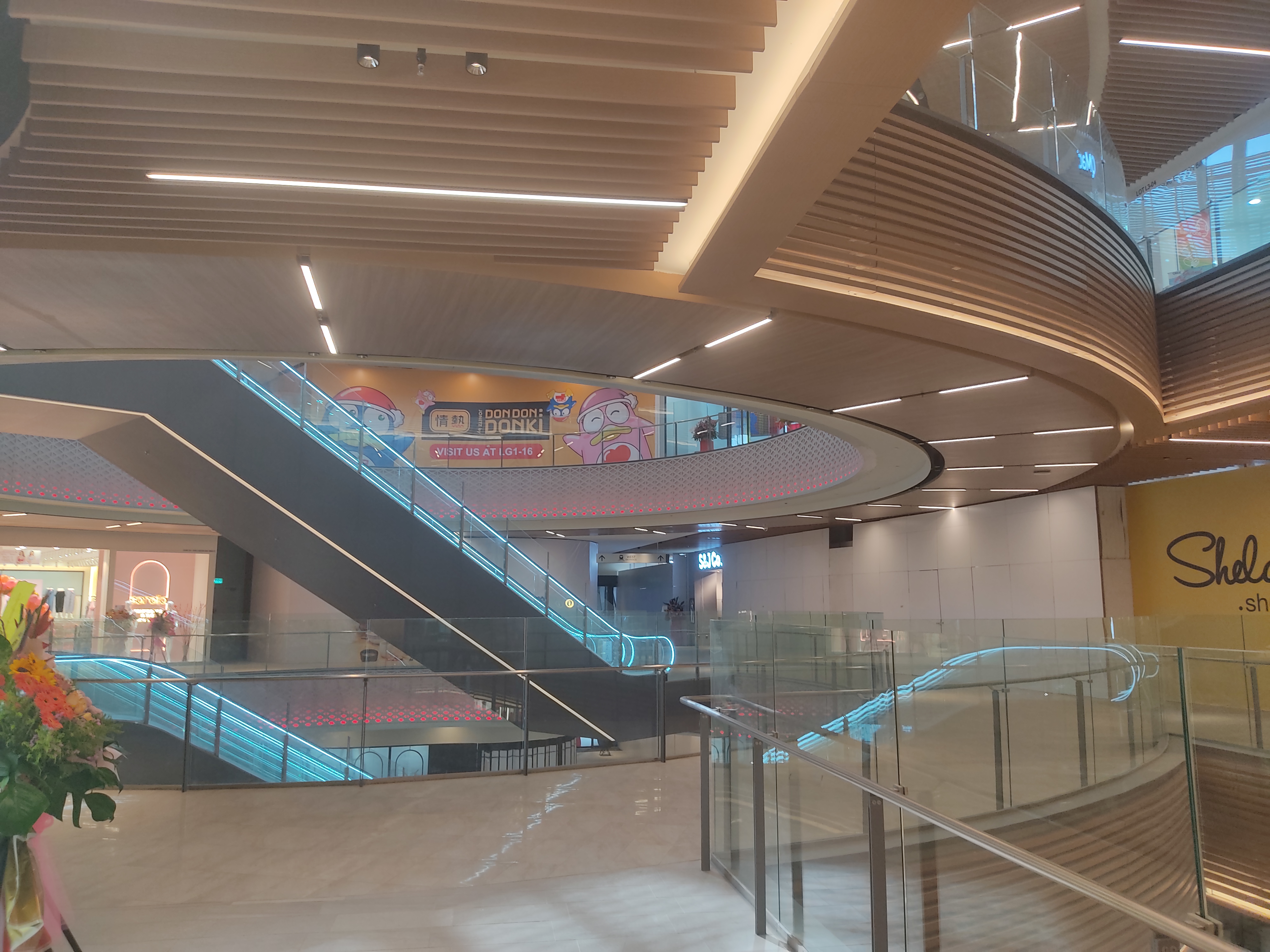
啦啦宝都西中庭
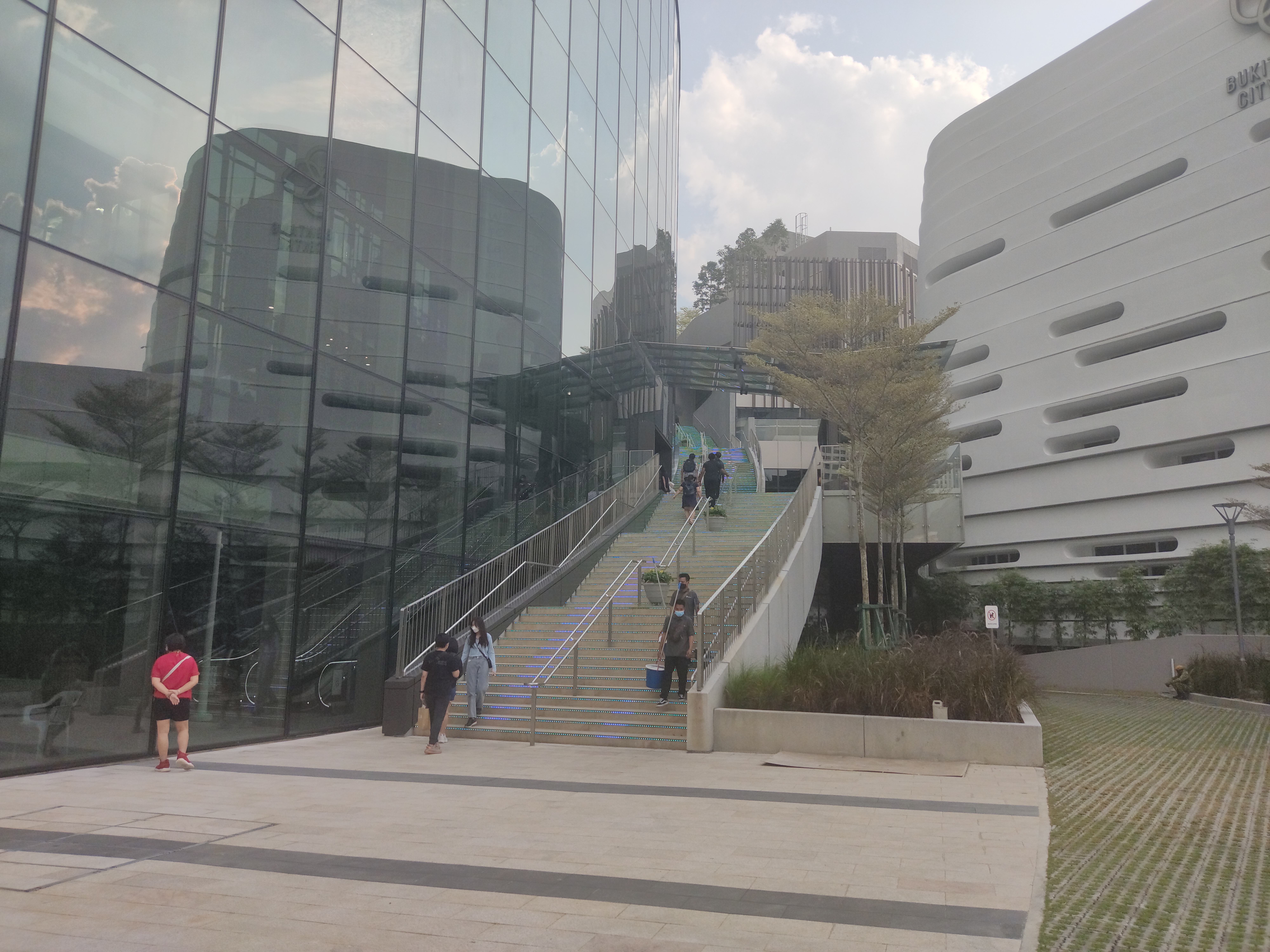
直达阶梯
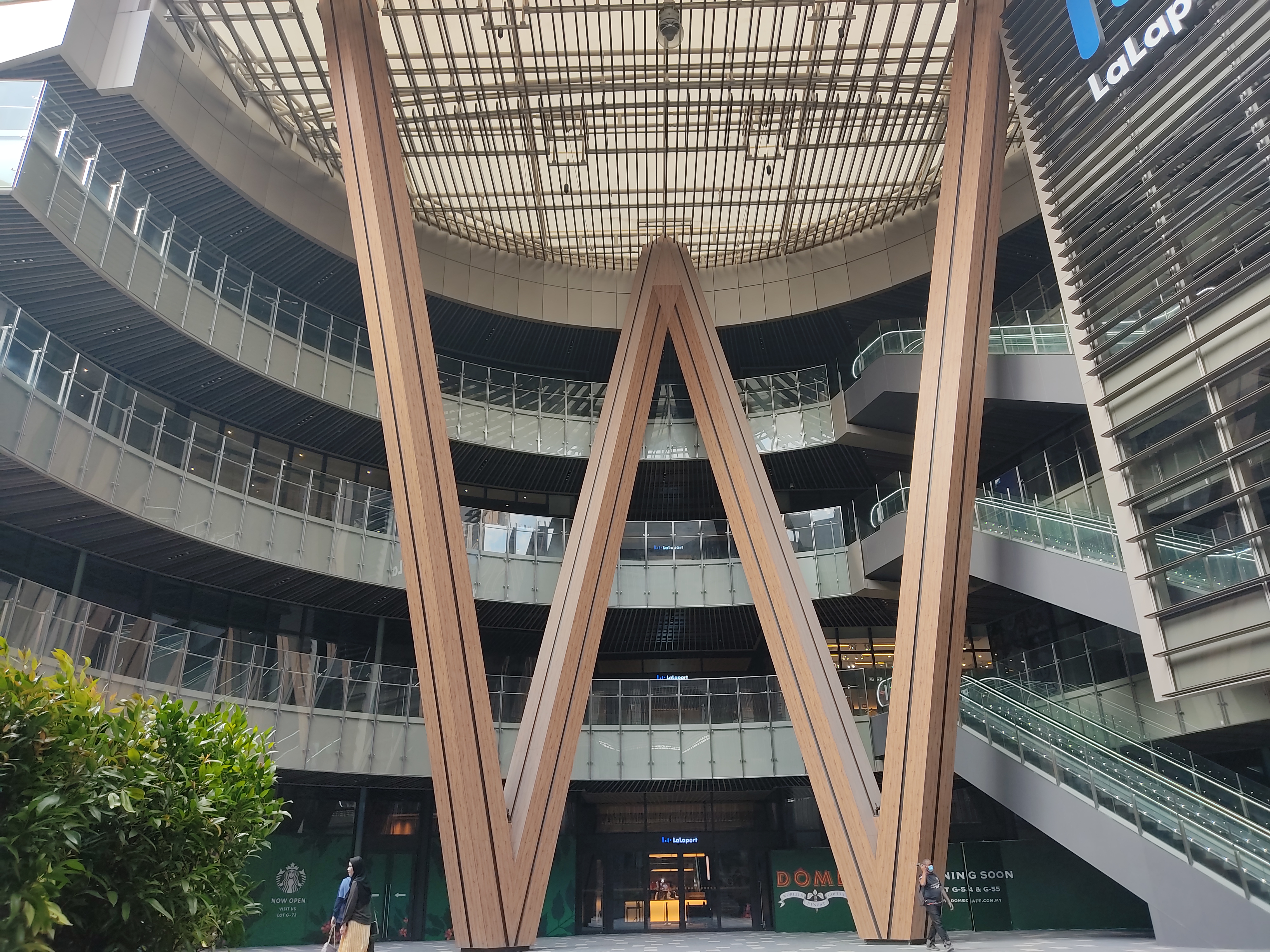
哇哦广场南入口
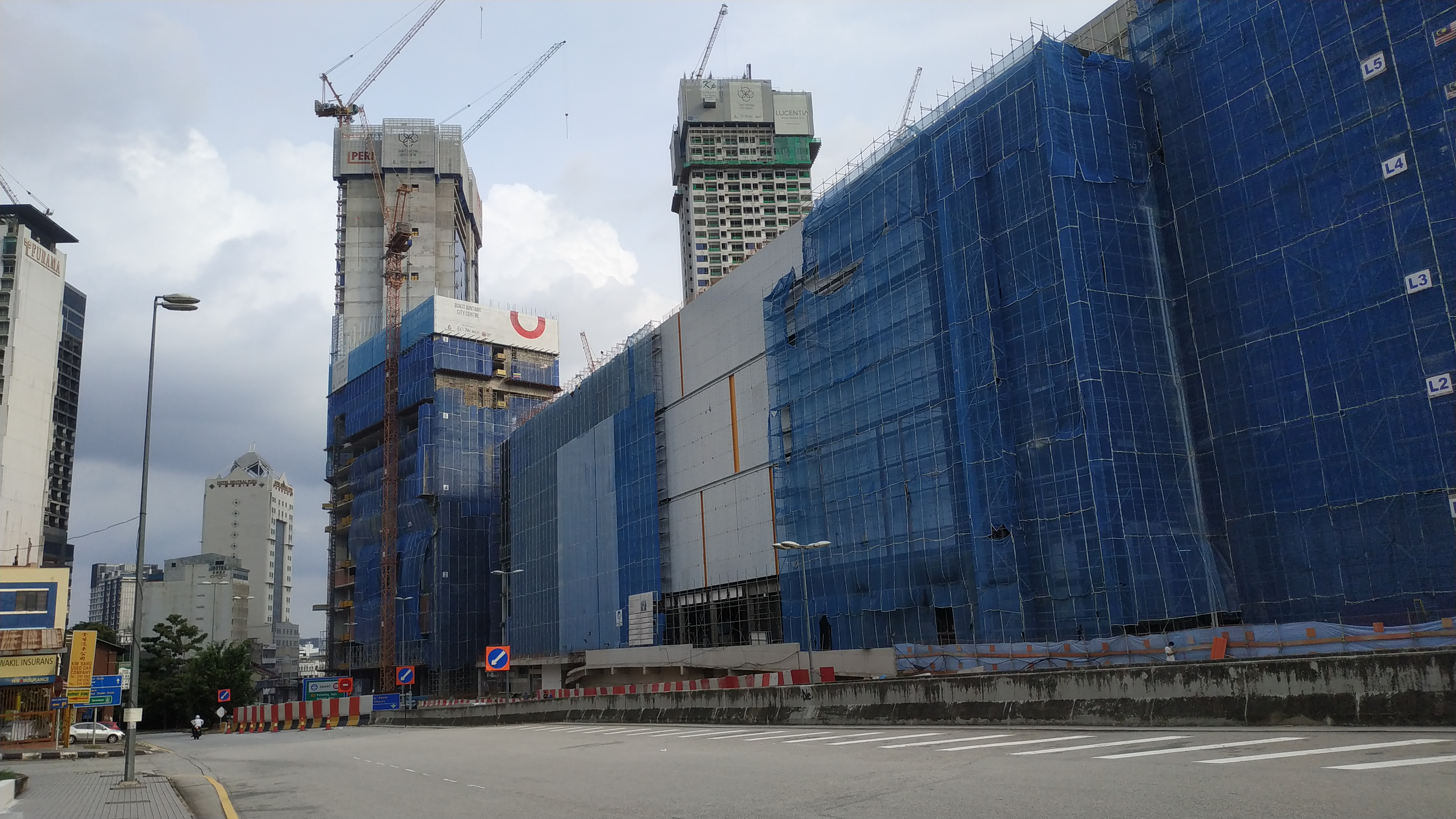
从半山芭路（英语：Jalan Pudu）看向施工中的武吉免登城中城。
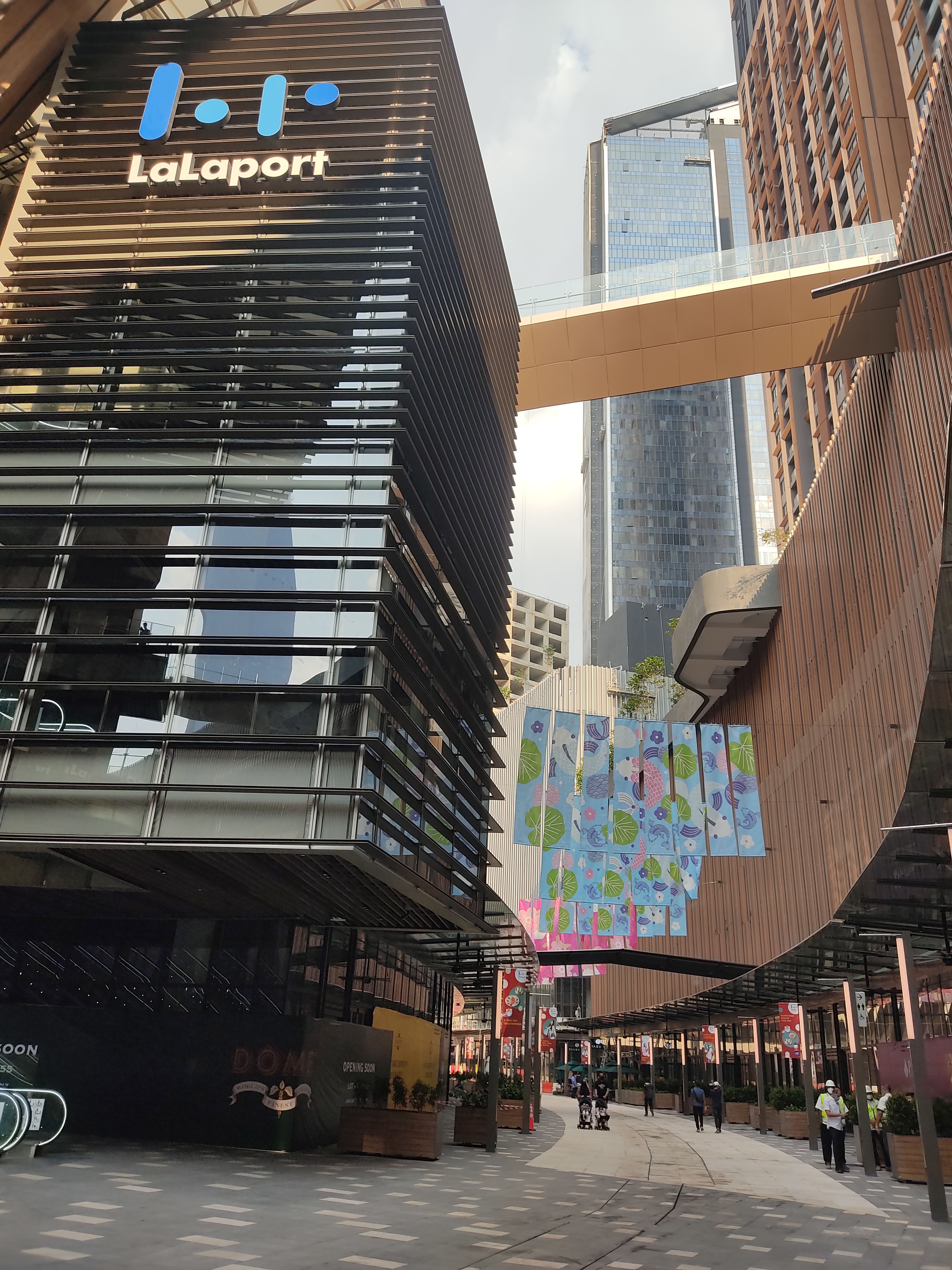
户外的美食街
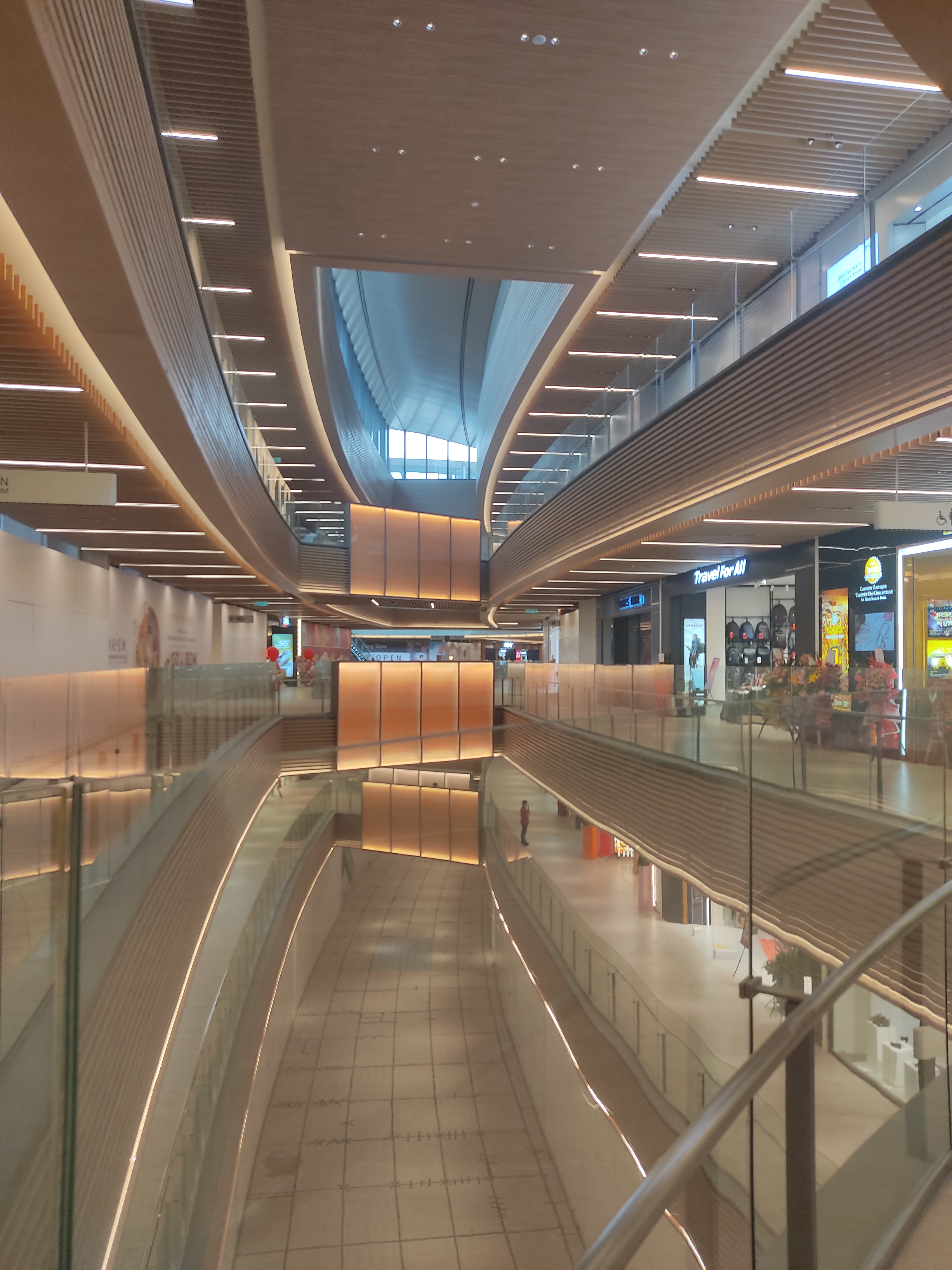
商场内部，部分地面层仍在施工中
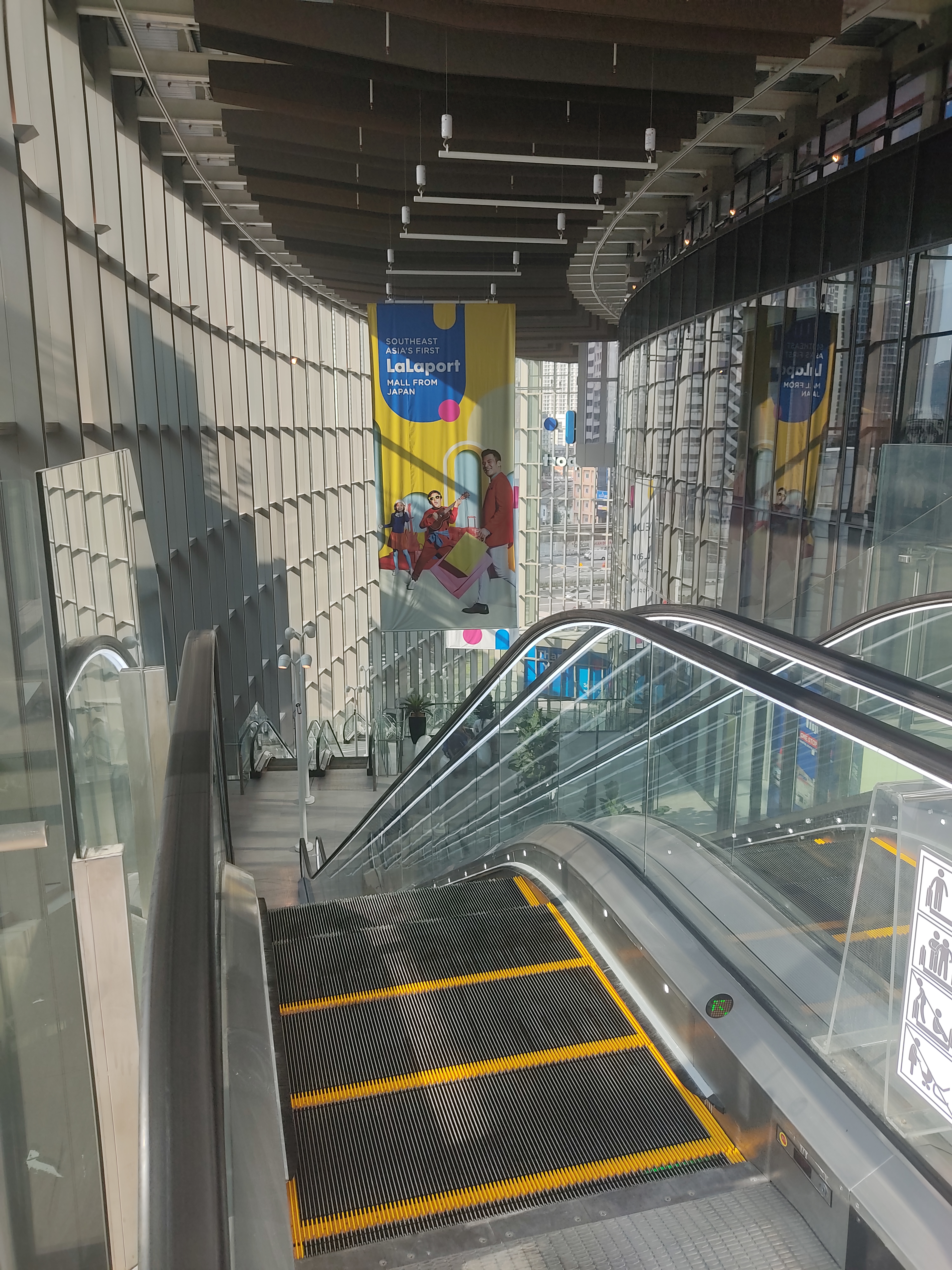
商场北部的直达公园的手扶梯建筑的内部
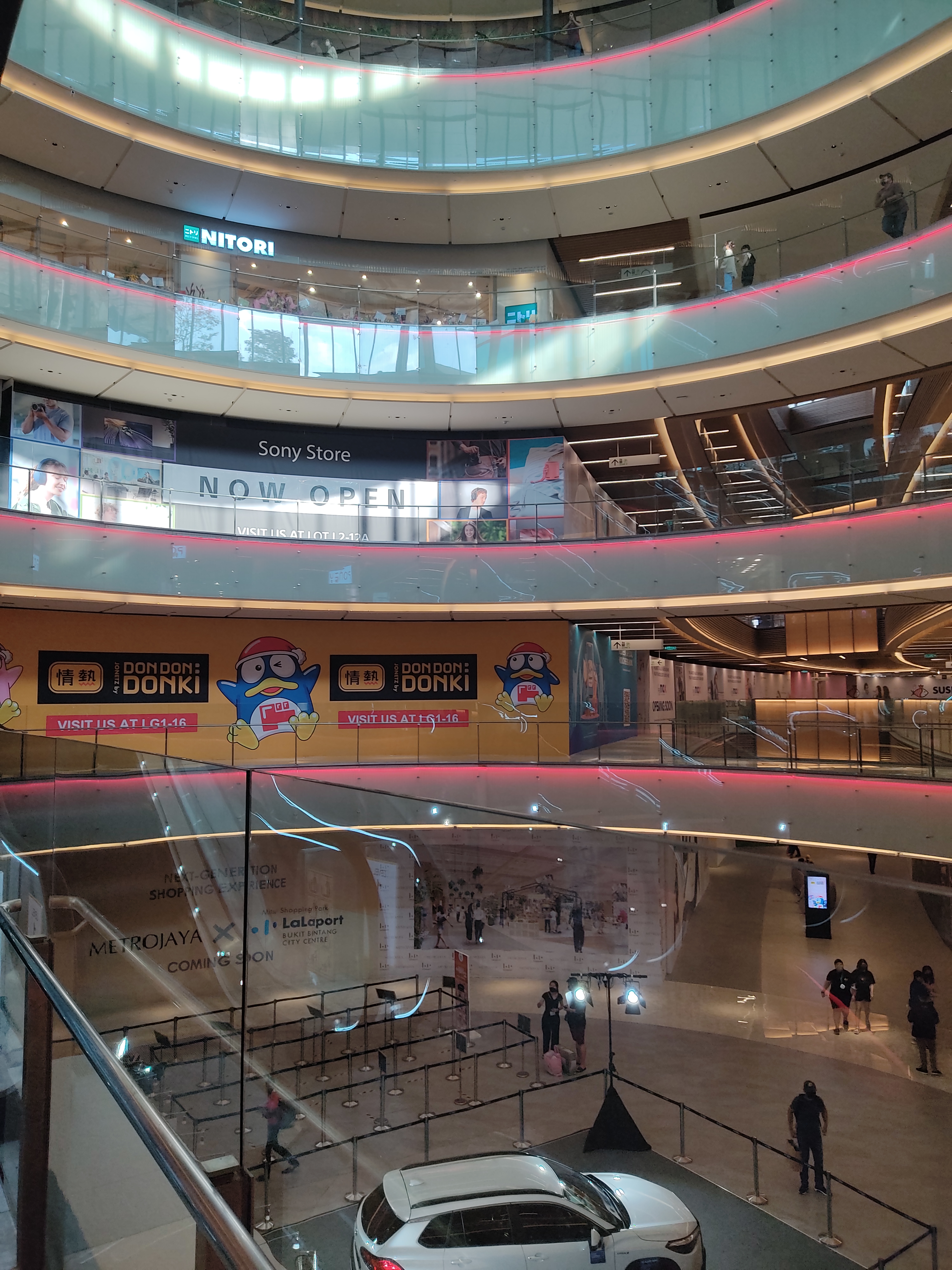
啦啦宝都主中庭
马来西亚大巴扎市集入口
马来西亚大巴扎市集内部